# Comité Paralímpico Nacional de Tonga
El 'Comité Paralímpico Nacional de Tonga (en inglés: Tonga National Paralympic Committee) es el comité paralímpico nacional que representa a Tonga. Esta organización es la responsable de las actividades deportivas paralímpicas en el país y representa a Tonga en el Comité Paralímpico Internacional.